# Avian
Avian é uma banda de power metal melódico fundada em 2002 pelo guitarrista Yan Leviathan. Em 2005 eles lançaram seu primeiro álbum, From the Depths of Time.
A banda teve em sua estreia, como seu cantor, Lance King. Em 2005, lançou seu álbum de estreia From the Depths of Time, um álbum conceitual que trata do fim dos dias e um alerta para a humanidade. Musicalmente, Avian é influenciada por bandas como Iron Maiden, Hammerfall, Savatage e Megadeth. Em dezembro de 2006, Avian foi um ato de abertura para Twisted Sister. Seu segundo álbum, intitulado "Ashes and Madness", foi lançado em setembro de 2008. No início de 2010 Lance decidiu deixar a banda para que ele pudesse se concentrar em obrigações familiares e profissionais com Brian Hollenbeck, que apareceu em seu primeiro EP, intitulado "The Path", lançado em setembro de 2010.

## Membros atuais
- Lance King — vocal
- Yan Leviathan — guitarra
- David Ellefson — baixo
- Jonah Weingarten — teclado
- Jerry B — bateria

## Discografia
- 2005 – From the Depths of Time
- 2008 – Ashes and Madness
- 2010 – The Path (EP)